# Carsten Thiele
Carsten Thiele (* 28. Mai 1972 in Berlin) ist ein deutscher Kameramann.

## Leben
Carsten Thiele machte ursprüngliche eine Ausbildung zum Elektriker bei Mercedes-Benz in Berlin. Er arbeitete als Lichtdesigner beim shortvivant Theater und wurde später Assistent von Joachim Wallat, einem Professor für Lichtdesign an der Universität der Künste Berlin. Über Praktika im Filmlabor erhielt er die Möglichkeit Assistent von Kameramännern wie Jürgen Jürges, Fred Kelemen und Sławomir Idziak zu werden. Mit dem 1997 ausgestrahlten Fernsehfilm Der Sohn des verrückten Dichters debütierte Thiele als Kameramann für einen Langspielfilm. Seitdem war er zweimal für den Deutschen Kamerapreis und 2013 mit seiner Arbeit an Kuma für den Österreichischen Filmpreis nominiert.

## Filmografie (Auswahl)
- 1997: Der Sohn des verrückten Dichters
- 1998: Tigerstreifenbaby wartet auf Tarzan
- 1998: Just Married
- 2001: Der Traum ist aus – Die Erben der Scherben
- 2002: Väter
- 2007: Mein Führer – Die wirklich wahrste Wahrheit über Adolf Hitler
- 2007: GG 19 – Deutschland in 19 Artikeln (1 Episode)
- 2008: Vineta
- 2008–2015: Tatort (Fernsehreihe)
  - 2008:  Borowski und das Mädchen im Moor
  - 2010:  Borowski und eine Frage von reinem Geschmack
  - 2015: Niedere Instinkte
- 2009: Doktor Martin (Fernsehserie, acht Folgen)
- 2010: Tiger-Team – Der Berg der 1000 Drachen
- 2012: Die Aufnahmeprüfung
- 2012: Kuma
- 2013: Paul Kemp – Alles kein Problem (Fernsehserie, ORF/ARD)
- 2014: Die Briefe meiner Mutter
- 2016: Egon Schiele: Tod und Mädchen
- 2017: Anna Fucking Molnar
- 2017: Stadtkomödie – Herrgott für Anfänger
- 2018: Erik & Erika
- 2019: Ein Dorf wehrt sich
- 2019: Stadtkomödie – Der Fall der Gerti B.
- 2021: Letzter Gipfel
- 2024: Andrea lässt sich scheiden